# Паладини
Паладини (итал. Paladini) је насељено место у Истарској жупанији, Република Хрватска. Административно је у саставу Града Бузета.

## Становништво
Према задњем попису становништва из 2001. године у насељу Паладини живело је 58 становника који су живели у 15 породичних домаћинстава.
Кретање броја становника по пописима 1857—2001.
| година пописа  | 1857. | 1869. | 1880. | 1890. | 1900. | 1910. | 1921. | 1931. | 1948. | 1953. | 1961. | 1971. | 1981. | 1991. | 2001. |
| бр. становника | 235   | 255   | 65    | 78    | 97    | 83    | 0     | 0     | 63    | 68    | 65    | 70    | 56    | 48    | 58    |

Напомена:У 1921. и 1931. подаци су садржани у насељу Врх. У 1857. и 1869. садржи податке за насеља Барушићи и Шћулци, а у 1857, 1869. и 1890. дио података за насеље Сењ.